# Land van Ons

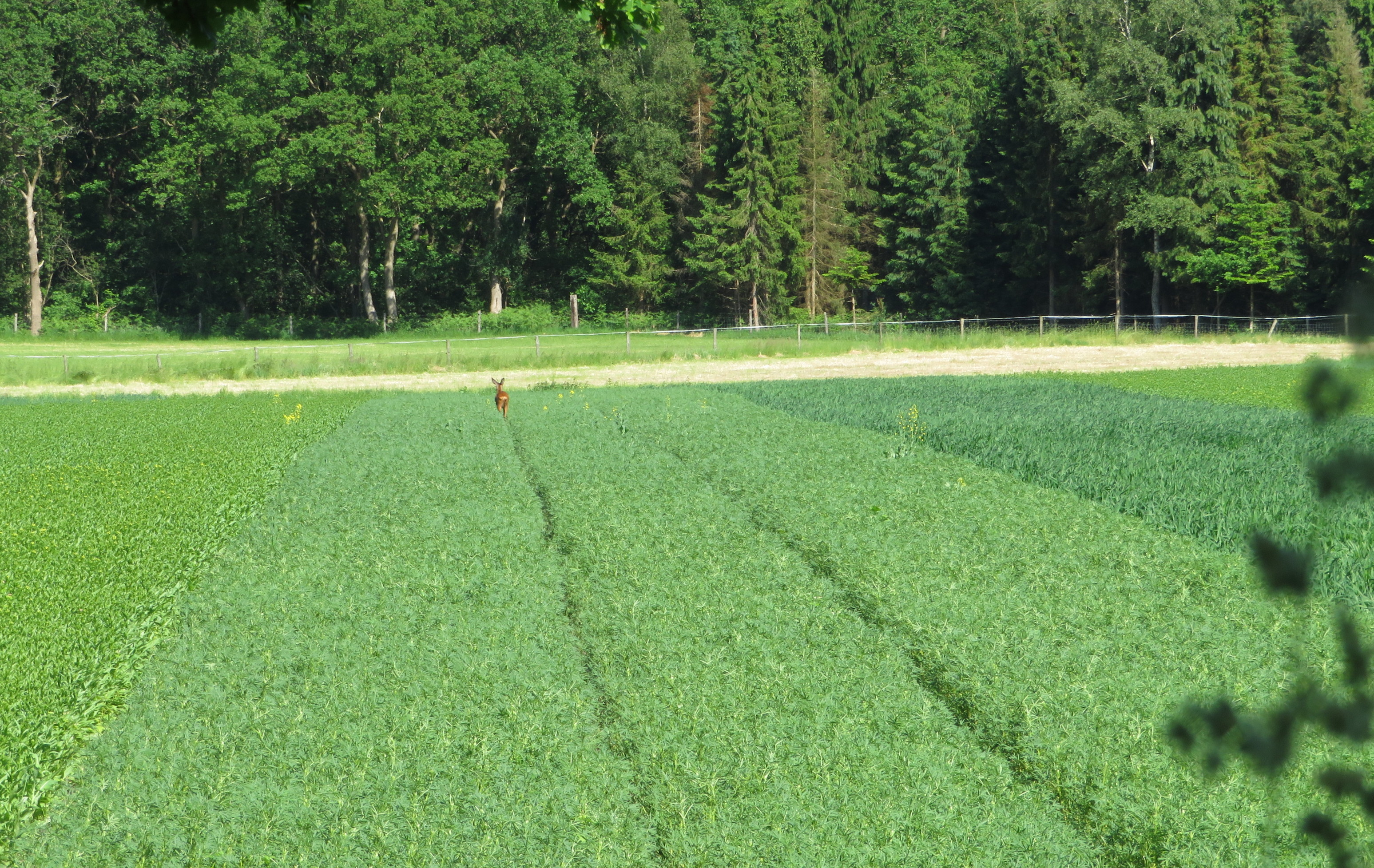
De eerste aankoop in Hooghalen in Drente. Er groeien drie verschillende granen op de akker

Land van Ons is een coöperatie die op 30 september 2019 werd opgericht door Franke Remerie en Jaap Benschop om de biodiversiteit op landbouwgrond te vergroten. De leden worden samen collectief eigenaar van de aangekochte landbouwgrond.
De Coöperatie doet verspreid over Nederland regelmatig kleine en grotere grondaankopen. Het eerste bezit werd aangeschaft in maart 2020, het is een perceel op de Holtesch te Hooghalen in Drenthe. Dit gebied is acht hectare groot en grenst aan het natuurgebied 'Heuvingerzand' van Staatsbosbeheer.

## Achtergrond
Volgens de statuten is de missie van 'Land van Ons': het bewerkstelligen van een kentering in uitputting van grond en het verdwijnen van plantaardig en dierlijk leven uit het Nederlandse landschap.
De coöperatie 'Land van Ons' ziet zichzelf niet als een natuurorganisatie. Aangekochte landbouwgrond blijft namelijk landbouwgrond en wordt geen officiële natuurgrond. "Maar het gebruik van de landbouwgrond komt er wel heel anders uit te zien dan grootschalig agrarisch grondbeheer. De nadruk wordt door de coöperatie verplaatst naar landschappelijke verbetering en biodiversiteit." Omdat de coöperatie geen rendement nastreeft kan ze het onder aantrekkelijke condities in beheer geven van boeren. De door de coöperatie aangekochte grond blijft dus cultuurgrond, maar dan zonder gebruik van kunstmest of bestrijdingsmiddelen. Het doel van 'Land van Ons' is niet om grond aan de landbouw te onttrekken en vervolgens de natuur zijn gang te laten gaan.
In 2020 had Land van Ons 5.500 leden die in de eerste maanden 1,6 miljoen euro inlegden.
 Aan het eind van het jaar had de coöperatie 10.000 deelnemers. Begin 2023 zijn dit ruim 23.000 deelnemers.

## Onderzoek
Om de kennis over de langetermijneffecten van revitalisering van landbouwgronden te vergroten, wil 'Land van Ons', samen met onderzoeksinstituten en de eigen leden, zelf langetermijnonderzoek opzetten. Het onderzoek zal ook draaien om de vraag voor welke vorm van beheer zal moeten worden gekozen.
De Universiteit Leiden heeft langjarig onderzoek lopen naar het effect op de biodiversiteit van verschillende inrichting- en beheermaatregelen op landbouwgrond in het veenweidegebied Oud Ade.

## Kritiek
In EenVandaag op 5 mei 2021 gaf landbouweconoom Petra Berkhout aan dat het eigendom van de coöperatie slechts een druppel op een gloeiende plaat is. Daarnaast moet volgens haar de landbouw juist hoogproductief zijn, omdat extensieve landbouw veel ruimte zou kosten.

## Onderscheiding
In 2021 eindigde 'Land van Ons' op de zevende plaats in de 'Duurzame 100' van Dagblad Trouw. Het jaar daarvoor was 'Land van Ons' al op de veertiende plaats terechtgekomen, en in 2019, het jaar van de oprichting, kwam de coöperatie binnen op de 29e plaats.